# یکه‌سالاری، شرکت سهامی: دیکتاتورهایی که می‌خواهند جهان را اداره کنند
یکه‌سالاری، شرکت سهامی: دیکتاتورهایی که می‌خواهند جهان را اداره کنند (انگلیسی: Autocracy, Inc.: The Dictators Who Want to Run the World) یک کتاب غیرداستانی در سال ۲۰۲۴ است که توسط برنده جایزه پولیتزر آن اپلبام نوشته شده و توسط دابل دی منتشر شده است. این کتاب بررسی می‌کند که چگونه دولت‌های خودکامه، که ایدئولوژی مشترکی ندارند، برای افزایش قدرت و کنترل خود در برابر کشورهای دموکراتیک و لیبرال همکاری می‌کنند. این نسخه بسط یافته مقاله او در مجله آتلانتیک است: «مردان بد برنده می‌شوند». 
این کتاب توسط اکونومیست به عنوان یکی از «کتاب‌های سال» شناخته شده است.

## خلاصه
این کتاب روابط بین دولت‌های خودکامه را در قرن بیست و یکم توصیف می‌کند، که دیگر مبتنی بر ایدئولوژی مشترک نیست، بلکه «به جای یک عزم بی‌رحمانه و تک‌نگر برای حفظ ثروت و قدرت شخصی‌شان است. این شبکه‌ای از حکومت‌های خودکامه، که شامل روسیه، چین، جمهوری اسلامی ایران، ونزوئلا و دیگران می‌شود، از سیستم اقتصادی جهانی و ارتباطات شخصی برای حمایت از یکدیگر برای حفظ ثروت شخصی‌شان و تحت ستم نگاه داشتن مردمانشان استفاده می‌کنند. نویسنده بررسی می‌کند که چگونه این حکومت‌های خودکامه در چندین زمینه کلیدی همکاری می‌کنند: تبلیغات و کنترل رسانه‌ها، تجارت سلاح و فناوری، و پولشویی.
دولت‌های خودکامه اغلب از یکدیگر حمایت می‌کنند در حالی که کشورهای دموکراتیک غربی کانال‌های رسانه ای خود را محدود می‌کنند. پس از تهاجم روسیه به اوکراین، کشورهای غربی شبکه تلویزیونی روسی روسیه تودی را از ماهواره‌های خود حذف کردند، زیرا ادعا می‌کنند که این شبکه تلویزیونی تبلیغات روسیه و «روایت‌های نادرست» را پخش می‌کند. در پاسخ، یک ماهواره چینی شروع به پخش این کانال کرد و به گسترش تبلیغات طرفدار روسیه در سراسر جهان، به ویژه در کشورهای در حال توسعه ادامه داد.
این دولت‌ها همچنین اخبار جعلی را منتشر می‌کنند تا ترس از کشورهای غربی را برانگیزند و رهبران آنها را مدافعان نظم و سنت معرفی کنند. به عنوان مثال، از روسیه آنها با اخبار جعلی مانند «دولت‌های اروپایی کودکان خانواده‌های مستقیم را می‌گیرند و به زوج‌های همجنس گرا می‌دهند» به دیگر کشورهای خودکامه علیه جنبش LGBTQ گزارش می‌دهند و ولادیمیر پوتین را به عنوان نگهبان خانواده سنتی معرفی می‌کنند. آن‌ها همچنین از رسانه‌های اجتماعی برای گسترش تبلیغات استفاده می‌کنند و از اشتباهات تایپی عمدی در آدرس‌های وب‌سایت، معروف به " typosquatting " (Reuters.cfd به جای Reuters.com, Spiegel.pr نه Spiegel.de) برای اعتبار کاذب به پیام‌های خود و دستکاری افکار عمومی استفاده می‌کنند. نظر
همکاری بین این رژیم‌ها فراتر از کنترل رسانه‌ها است و تجارت تسلیحات و فناوری را شامل می‌شود و آنها را قادر می‌سازد تا تحریم‌های اعمال‌شده توسط کشورهای غربی را تضعیف کنند: چین به ونزوئلا سلاح می‌دهد و ایران به روسیه تسلیحات می‌دهد. شبکه‌ای شدن حکومت‌های خودکامه اغلب منجر به همکاری‌های غیرمنتظره بین دولت‌هایی می‌شود که ایدئولوژی، مذهب یا مرز مشترک ندارند. یکی از این نمونه‌ها روابط ایران و ونزوئلا است: ایران پشتیبانی فنی، غذا و بنزین را به ونزوئلا ارائه کرد، در ازای آن، ونزوئلا به حزب‌الله، یک شبه‌نظامی حامی ایران در لبنان پول‌شویی کرد و به مقامات آن پاسپورت داد.
هم آگاهانه و هم ناآگاهانه، سازمان‌های مختلف در کشورهای دموکراتیک نیز به غنی سازی دولت‌های خودکامه کمک می‌کنند. عوامل روسیه و چین در شهرهای دموکراتیک مانند نیویورک و لندن وکلا، حسابداران، کارگزاران املاک و لابی‌ها را استخدام می‌کنند تا به شستن ثروتشان کمک کنند و جنایاتشان را سفید کنند. استبدادها به طرز ماهرانه ای سیستم اقتصادی جهانی را برای خدمت به منافع خود دستکاری می‌کنند، در حالی که جهان دموکراتیک با انگیزه طمع و راحتی اغلب چشمان خود را می‌بندد.
اپلبام نشان می‌دهد که چگونه، تحت نظر دنیای دموکراتیک، دولت‌های استبدادی از طریق ایجاد یک سیستم گسترده از کمک‌های متقابل و ارتباطات بین آن‌ها رشد می‌کنند. او می‌نویسد: «همه تصور می‌کردند که در جهانی بازتر و به هم پیوسته‌تر، دموکراسی و ایده‌های لیبرال به دولت‌های خودکامه سرایت می‌کنند، اما، او استدلال می‌کند، دولت‌های استبدادی «به جای آن به جهان دموکراتیک گسترش می‌یابند».
برای پرداختن به این پدیده نگران کننده، اپلبام چندین توصیه ارائه می‌کند: او پیشنهاد می‌کند که گروه‌های مخالف در کشورهای خودکامه باید با یکدیگر همکاری کنند و خاطرنشان می‌کند که «اگر دیاسپورای روسیه، دیاسپورای هنگ کنگ، دیاسپورای ونزوئلا و دیاسپورای ایرانی بتوانند پیام‌های یکدیگر را تقویت کنند و ایده‌ها نسبت به مجموع آنها می‌توانند تأثیر بیشتری نسبت به هر گروهی داشته باشند. ; علاوه بر این، او توصیه می‌کند که کشورهای دموکراتیک سبک انجمن دولت‌های خودکامه را برای غلبه بر آن‌ها اتخاذ کنند: برای افزایش تولید خود صنایع مهم، افزایش شفافیت بازار مالی برای مبارزه با فساد و شرکت‌های پوستی و تنظیم رسانه‌های اجتماعی برای مهار انتشار تبلیغات، اخبار جعلی و اطلاعات نادرست.
او بیش از همه از جهان غرب می‌خواهد که نظم جهانی در حال تغییر را به رسمیت بشناسد و اقدامات مناسب را انجام دهد. او معتقد است که «شهروندان ایالات متحده، و شهروندان دموکراسی‌های اروپا، آسیا، آفریقا و آمریکای لاتین، باید خود را به عنوان مرتبط با یکدیگر و با مردمی که ارزش‌های خود را در داخل حکومت‌های خودکامه به اشتراک می‌گذارند فکر کنند.». او تأکید می‌کند که جوامع دموکراتیک اکنون بیش از هر زمان دیگری به یکدیگر نیاز دارند، زیرا «دموکراسی آنها امن نیست. دموکراسی هیچ کس ایمن نیست».

## پذیرایی
این کتاب توسط اکونومیست به عنوان یکی از «کتاب‌های سال» شناخته شده است. واشینگتن پست آن را «به دلایل بسیاری کتابی ارزشمند» خواند. تایمز نوشته را به عنوان «نثری فوری و تقریباً گیج کننده» و خواندن کتاب را «بی نفس» توصیف می‌کند.